# Georgi Bakalow
Georgi Iwanow Bakalow (bulgarisch Георги Иванов Бакалов; * 10. Dezember 1873 in Stara Sagora; † 14. Juli 1939 in Sofia) war ein bulgarischer Literaturkritiker.

## Leben
Bakalow engagierte sich in der bulgarischen Arbeiterbewegung. Er führte von 1923 bis 1925 die Zeitung Now Pyt. 1925 ging er in die Sowjetunion ins Exil. Nachdem er sich zwischenzeitlich in Frankreich aufgehalten hatte, lebte er von 1929 bis 1932 wieder in der Sowjetunion. Von 1932 bis 1934 betrieb er die Zeitung Swesda und 1935 die Nowa Literatura. Die linksgerichteten Zeitungsprojekte waren Kristallisationspunkt für linke Intellektuelle und Schriftsteller. Bakalow engagierte sich für die sozialistische Literatur Bulgariens und sprach sich für die klassische Literatur Russlands und die sowjetische Literatur aus. Zum Teil wurden ihm in Bezug auf humanistische Literatur von sozialistischer Seite auch „sektiererische Fehlurteile“ vorgeworfen.
Er betätigte sich als Übersetzer von Schriften von Karl Marx, Friedrich Engels und sowjetischer Autoren.
Im März 1932 wurde er als auswärtiges korrespondierendes Mitglied in die Akademie der Wissenschaften der UdSSR gewählt.